# How To Basic
How To Basic（ハウ・ツー・ベーシック）は、オーストラリア出身の男性が運営するYouTubeチャンネルである。オーストラリアで5番目に登録者数の多いYouTubeチャンネルとなっている。
主に、料理系のハウツーテーマを装ったチャンネルであり、破壊、作成したりする。特に殆どの動画は卵を使用して投げたりする。
YouTubeのコンテンツポリシーに違反していると推定され、2014年に1回、2015年後半に2回チャンネルが一時停止されていた。現在は解除されている。